# Руда Соня
Руда Соня (англ. Red Sonja) — вигадана персонажка супергеройських коміксів піджанру фентезі «меч і чари», що створена письменником Роєм Томасом і художником Баррі Віндзор-Смітом для видавництва Marvel Comics у 1973 році, що була частково натхненна персонажкою Роберта Ірвіна Говарда — Руда Соня з Роґатіно.
Видавництво Marvel Comics публікувало історії за участю Рудої Соні до 1986 року, а в 1995 році повернулося до персонажки для односерійної історії. У 2005 році видавництво Dynamite Entertainment почало публікувати історії героїні, під час яких оригінальна Соня була вбита і замінена «реінкарнацією». Серія була перезавантажена письменницею Ґейл Саймон у 2013 році, розповідаючи змінену версію ранньої історії життя Рудої Соні через флешбеки. Серед наступних авторів книги коміксів «Руда Соня» (англ. «Red Sonja») були Емі Чу, Марк Рассел, Люк Ліберман, Джиммі Палміотті та Аманда Коннер, серед інших.
Руда Соня з'являлася в численних виданнях, як сольна героїня, так і разом з Конаном, а також у кросоверах з персонажами Marvel Comics і Dynamite Comics. Всього з 1981 по 1983 рік було опубліковано шість романів про Соню, написаних Девідом Смітом і Річардом Л. Тірні, а в 1985 році вийшов художній фільм «Руда Соня» з Бриджит Нільсен у головній ролі.
Фірмовим одягом Соні є її бікіні-броня, що складається, як правило, з луски. У 2011 році Руда Соня посіла 1 місце у списку «100 найсексуальніших жінок у коміксах» за версією часопису Comics Buyer's Guide.

## Історія публікації

### Marvel Comics (1973-1995)
Руда Соня була вигадана письменником Роєм Томасом і художником Баррі Віндзор-Смітом для Marvel Comics в 1973 році, частково на основі персонажки Роберта Говарда Рудої Соні з Роґатіно, жінки-розбишаки з його оповідання 1934 року «Тінь Вальгари».
Героїня дебютувала в коміксі «Conan the Barbarian» №23 (1973). Томас створив нову історію походження і переніс часову лінію з XVI століття оригінальної персонажки Говарда до Гіборійської епохи, ще одного творіння Говарда, для того, щоб комікс «Red Sonja» взаємодіяв з «Conan the Barbarian». У 1975 році Marvel Comics опублікували перший випуск після того, як персонажка очолила Marvel Feature протягом семи випусків того ж року. Історія походження Рудої Соні була розказана в історії «День меча», в «Kull and the Barbarians» №3 (1975), написаному Роєм Томасом і Даґом Мончем та проілюстрованому Говардом Чайкіним. Пізніше ця ж історія була перемальована Діком Джіордано і Террі Остіном в «The Savage Sword of Conan» №78 (липень 1982).
У цій версії Руда Соня живе зі своєю сім'єю в скромному будинку в західних гірканійських степах. Коли їй виповнюється 21 рік, група найманців вбиває її сім'ю і спалює будинок. Соня намагається захистити себе, але не може підняти меч свого брата. Її ґвалтує ватажок групи. У відповідь на її крик про помсту їй з'являється червона богиня Скатах і дарує неймовірні бойові навички, але за умови, що вона ніколи не ляже з чоловіком, якщо він не переможе її в чесному бою.
Останньою опублікованою історією за участю Рудої Соні був односерійний випуск «Red Sonja: Scavenger Hunt» №1 (грудень 1995), написаний Ґленном Гердлінґом та проілюстрований Кеном Лешлі.

### Dynamite Comics (2005-)
У 2005 році видавництво Dynamite Comics почало видавати комікс «Red Sonja». Перша серія, яка налічувала 80 випусків, продовжила тяглість персонажки Marvel Comics, почавши з того, на чому Marvel зупинився з персонажкою у 1986 році. Перша серія Dynamite розповідає про смерть оригінальної Соні у випуску №34. Починаючи з 35-го випуску, її місце займає новий персонаж з тим же ім'ям, описаний як реінкарнація. М'яке перезавантаження починається у випуску №50 з використанням тієї ж спадкоємності, що і в Marvel Comics.
На фестивалі коміксів Emerald City Comic Con 2013 року компанія Dynamite Entertainment, яка почала видавати комікси про Руду Соню у 2005 році, оголосила, що Ґейл Саймон буде писати нову серію про Соню з малюнками Волтера Джовані. Саймона зазначив в інтерв'ю, що його версію дещо «перезавантажили», показавши початки історії персонажа. Перший випуск Саймона вийшов у липні 2013 року й отримав позитивні відгуки. Серія тривала 18 випусків. Після творів від Саймона видавництво запустило нову серію в січні 2016 року. Над книгою працювала письменниця Маргарет Беннетт, а образ головної героїні переробила художниця Нікола Скотт. Ця серія тривала шість випусків.
У 2017 році дебютувала нова серія коміксів Емі Чу з художником Карлосом Ґомезом. Серія виходила 25 випусків, завершившись у 2019 році.
У листопаді 2019 року нова серія письменника Марка Рассела та художника Мірко Колака дебютував з позитивним сприйняттям критиків, що призвело до створення спінофу під назвою «Killing Red Sonja». Рассел покинув серію після 24-го випуску і був замінений сценаристом Люком Ліберманом і художником Дрю Моссом. Серія виходила 28 випусків.
У середині 2021 року видавництво Dynamite випустило антологію «Red Sonja: Black, White, Red». У кожному випуску представлені історії різних команд художників та письменників, серед яких Курт Бусек, Бенджамін Дьюї, Аманда Дейберт, Кет Стаґґс, Марк Рассел та Боб Кью. Також був анонсований кросовер з «Project superpower». Продовження до нього вийде в листопаді 2022 року під назвою «Vampirella VS Red Sonja».
У лютому 2021 року Dynamite випустило серію під назвою «Sonjaversal», в якому Руда Соня зустрічається з різними версіями себе у різних частинах мультивсесвіту. Того ж місяця Аманда Коннер і Джиммі Палміотті спільно з художником Морітатом написали серію «Invincible Red Sonja».
У червні 2021 року персонаж з'явився у серіалах «Die!namite» та «Die!namite Lives». Того ж місяця Dynamite Entertainment оголосила, що нова серія, написана Міркою Андольфо та намальована Джузеппе Кафаро, дебютувала у вересні 2021 року. Перший випуск був розпроданий з початкового накладу 32 000 примірників, що спонукало до повторного накладу.
У грудні 2021 року було оголошено, що Руда Соня з'явиться в сиквелі «Die!namite» і «Die!namite Lives» під назвою «Die!namite Never Dies».
У січні 2022 року на екрани вийшов спін-офф «Sonjaversal» — «Hell Sonja». Того ж місяця було анонсовано вихід у квітні серії «Immortal Red Sonja» письменника Дена Абнетта та художника Алессандро Міраколо, яка зображатиме Соню в Камелоті короля Артура. У лютому 2022 року Dynamite оголосило, що в травні дебютує «Red Sitha», дія якого розгортається через десять років після сюжетної лінії Андольфо, слідом за прийомною дочкою Рудої Соні, Ситою.
У березні 2022 року Dynamite анонсувало ще один спіноф від «Sonjaversal», «Samurai Sonja», написаний Джорданом Кларком за сценарієм Паскаля Квалано. У серпні 2022 року вийшов односерійний комікс, що переосмислює Руду Соню в образі Джека з «Джек і бобове зерно».
У липні 2022 року повідомлялося, що Dynamite видаватиме нову флагманську серію «Unbreakable Red Sonja» — до 50-річчя персонажа у 2023 році. Кросовер «A Hell Sonja/Red Sonja» був анонсований у вересні 2022 році.

### Головна героїня
| Комікс                                                        | Видавництво            | Сценарист                                                             | Художник                                                                       | Видання |
| ------------------------------------------------------------- | ---------------------- | --------------------------------------------------------------------- | ------------------------------------------------------------------------------ | --- |
| Marvel Feature (1975) #1-7                                    | Marvel Comics          | Рой Томас, Брюс Джонс                                                 | Френк Торн, Естебан Марото, Ніл Адамс, Дік Джіордано                           | - Adventures of Red Sonja Volume 1 |
| Red Sonja (Том 1) (1977) #1-15                                | Marvel Comics          | Рой Томас, Клейр Ното                                                 | Френк Торн, Джон Бушема                                                        | - Adventures of Red Sonja Volume 2 - Adventures of Red Sonja Volume 3 |
| Red Sonja (Том 2) (1983) #1–2                                 | Marvel Comics          | Крісті Маркс, Рой Томас                                               | Тоні Дез'юніґа, Ерні Колон, Алан Купперберґ                                    | |
| Red Sonja (Том 3) (1983) #1–13                                | Marvel Comics          | Том Дефалко, Білл Мантло, Лоїс Сімонсон                               | Дейв Сімонс, Мері Вілшир, Пет Бродерік, Руді Небрес                            | |
| Red Sonja: The Movie (1985) #1–2                              | Marvel Comics          | Лоїс Сімонсон, Мері Вілшир                                            | Мері Вілшир                                                                    | |
| Red Sonja: Scavenger Hunt (1995)                              | Marvel Comics          | Ґлен Гердлінґ                                                         | Кен Лешлі                                                                      | |
| Red Sonja 3-D (1998)                                          | Blackthorne            | Девід Коді Вейсс, Боббі Вейсс                                         | Аарон Лопресті                                                                 | |
| Red Sonja: Death in Scarlet (1999)                            | Cross Plains           | Рой Томас                                                             | Стів Лайтл                                                                     | |
| Red Sonja vs. Thulsa Doom (2005) #1-4                         | Dynamite Entertainment | Люк Ліберман, Пітер Девід                                             | Вілл Конрад                                                                    | - Red Sonja vs. Thulsa Doom |
| Red Sonja: She Devil With a Sword (2005) #0-80                | Dynamite Entertainment | Майк Кері, Майкл Евон Омінґ                                           | Мел Рубі                                                                       | - Red Sonja: She-Devil With a Sword, Vol. 1 - Red Sonja: She-Devil With a Sword, Vol. 2: Arrowsmith - Red Sonja: She-Devil With a Sword, Vol. 3: The Rise of Kulan Gath - Red Sonja: She-Devil With a Sword, Vol. 4: Animals & More - Red Sonja: She-Devil With a Sword, Vol. 5: World on Fire - Red Sonja: She-Devil With a Sword, Vol. 6: Death - Red Sonja: She-Devil With a Sword, Vol. 7: Born Again - Red Sonja: She-Devil With a Sword, Vol. 8: Blood Dynasty - Red Sonja: She-Devil With a Sword, Vol. 9: War Season - Red Sonja: She-Devil With a Sword, Vol. 10: Machines of Empire - Red Sonja: She-Devil With a Sword, Vol. 11: Echoes of War - Red Sonja: She-Devil With a Sword, Vol. 12: Swords Against the Jade Kingdom - Red Sonja: She-Devil With a Sword, Vol. 13: The Long March Home - Red Sonja: She-devil with a Sword Omnibus Volume 1 - Red Sonja: She-devil with a Sword Omnibus Volume 2 - Red Sonja: She-devil with a Sword Omnibus Volume 3 - Red Sonja: She-devil with a Sword Omnibus Volume 4 - Red Sonja: She-devil with a Sword Omnibus Volume 5 |
| Red Sonja: She Devil With a Sword Annual (2005) #1-4          | Dynamite Entertainment | Майкл Евон Омінґ, Крістос Н. Ґейдж, Деніел Брертон, Скотт Б'юті       | Стівен Садовський, Пабло Маркос, Адріано Батіста, Деніел Брертон, Джозеф Менна | - Red Sonja Travels Volume 2 |
| Red Sonja/Claw (2006) #1-4                                    | Dynamite Entertainment | Джон Леймен                                                           | Енді Сміт                                                                      | - Red Sonja/Claw: Devil's Hands |
| Red Sonja: One More Day (2006)                                | Dynamite Entertainment | Джиммі Палміотті, Джастін Ґрей                                        | Ліам Шарп                                                                      | - Red Sonja Travels Volume 1 |
| Red Sonja: Monster Isle (2006)                                | Dynamite Entertainment | Рой Томас                                                             | Пабло Маркос                                                                   | - Red Sonja Travels Volume 1 |
| Red Sonja Goes East (2006)                                    | Dynamite Entertainment | Рон Марз                                                              | Джо Нґ                                                                         | - Red Sonja Travels Volume 1 |
| Savage Red Sonja: Queen of the Frozen Wastes (2006) #1-4      | Dynamite Entertainment | Френк Чо, Даґ Мюррей                                                  | Гомс                                                                           | - Savage Red Sonja: Queen of the Frozen Wastes |
| Sword of Red Sonja: Doom of the Gods (2007) #1-4              | Dynamite Entertainment | Люк Ліберман                                                          | Lui Antonio                                                                    | - Sword of Red Sonja: Doom of the Gods |
| Giant Size Red Sonja (2007) #1-2                              | Dynamite Entertainment | Майкл Евон Омінґ, Рой Томас                                           | Рон Едріан, Джон Бушема, Говард Чайкін, Венді Піні, Френк Торн                 | - Red Sonja Travels Volume 2 |
| Red Sonja: Vacant Shell (2007)                                | Dynamite Entertainment |                                                                       |                                                                                | - Red Sonja Travels Volume 1 |
| Savage Tales (2007) #1-5, #7-8, #10                           | Dynamite Entertainment |                                                                       |                                                                                | - Savage Tales Of Red Sonja |
| Giant Size Red Sonja (2007) #1-2                              | Dynamite Entertainment |                                                                       |                                                                                | - Savage Tales Of Red Sonja |
| Queen Sonja (2009) #1-35                                      | Dynamite Entertainment |                                                                       |                                                                                | - Queen Sonja Volume 1 - Queen Sonja Volume 2: The Red Queen - Queen Sonja Volume 3: Coming of Age - Queen Sonja Volume 4: Son of Set - Queen Sonja Volume 5: Ascendency - Queen Sonja Volume 6: Heavy is the Crown - Queen Sonja Omnibus Volume 1 |
| Red Sonja: Wrath of the Gods (2010) #1-5                      | Dynamite Entertainment | Люк Ліберман, Ітан Райкер                                             | Волтер Джовані                                                                 | - Red Sonja: Wrath of the Gods |
| Red Sonja: Deluge (2010)                                      | Dynamite Entertainment |                                                                       |                                                                                | - Red Sonja Travels Volume 2 |
| Red Sonja: Revenge of the Gods (2011) #1-5                    | Dynamite Entertainment | Люк Ліберман                                                          | Деніел Сампер                                                                  | - Red Sonja: Revenge of the Gods |
| Red Sonja: Break the Skin (2011)                              | Dynamite Entertainment |                                                                       |                                                                                | - Red Sonja Travels Volume 2 |
| Red Sonja: Blue (2011)                                        | Dynamite Entertainment | Пітер Бретт                                                           | Волтер Джовані                                                                 | - Red Sonja: Unchained |
| Prophecy (2012) #1-7                                          | Dynamite Entertainment | Рон Марз                                                              | Волтер Джовані                                                                 | - Prophecy |
| Red Sonja: Atlantis Rises (2012) #1-4                         | Dynamite Entertainment | Люк Ліберман                                                          | Макс Данбер                                                                    | - Red Sonja: Atlantis Rises |
| Red Sonja: Raven (2012)                                       | Dynamite Entertainment |                                                                       |                                                                                | - Red Sonja Travels Volume 2 |
| Witchblade/Red Sonja (2012) #1-5                              | Dynamite Entertainment | Doug Wagner                                                           | Кезар Разек                                                                    | - Witchblade/Red Sonja |
| Legends of Red Sonja (2013) #1-5                              | Dynamite Entertainment | Ґейл Саймон та інші                                                   |                                                                                | - Legends of Red Sonja |
| Red Sonja: Unchained (2013) #1-4                              | Dynamite Entertainment | Пітер Бретт                                                           | Джейк Джедсон                                                                  | - Red Sonja: Unchained |
| Red Sonja (Vol. 2) (2013) #0-18                               | Dynamite Entertainment | Ґейл Саймон                                                           | Волтер Джовані                                                                 | - Red Sonja Volume 1: Queen of Plagues - Red Sonja Volume 2: The Art of Blood and Fire - Red Sonja Volume 3: The Forgiving of Monsters - The Complete Gail Simone Red Sonja Omnibus |
| Conan/Red Sonja (2014) #1-4                                   | Dynamite Entertainment | Ґейл Саймон, Джим Зуб                                                 | Ден Пенозіан                                                                   | - Conan/Red Sonja |
| Li'l Sonja (2014)                                             | Dynamite Entertainment | Джим Зуб                                                              | Джоел Керролл                                                                  | |
| Red Sonja: Black Tower (2014)                                 | Dynamite Entertainment | Френк Тієрі                                                           | Кезар Разек                                                                    | - Red Sonja: Black Tower |
| Red Sonja: Sanctuary (2014)                                   | Dynamite Entertainment |                                                                       |                                                                                | - Red Sonja Travels Volume 2 |
| Red Sonja and Cub (2014)                                      | Dynamite Entertainment |                                                                       |                                                                                | - Red Sonja Travels Volume 2 |
| Red Sonja: Berserker (2014)                                   | Dynamite Entertainment |                                                                       |                                                                                | - Red Sonja Travels Volume 2 |
| Red Sonja: Vulture's Circle (2014) #1-5                       | Dynamite Entertainment | Ненсі Коллінз, Люк Ліберман                                           | Фрітц Касас                                                                    | - Red Sonja: Vulture's Circle |
| Red Sonja/Conan (2015) #1-4                                   | Dynamite Entertainment | Віктор Ґішлер                                                         | Роберто Кастро                                                                 | - Red Sonja/Conan |
| Red Sonja (2015) #100                                         | Dynamite Entertainment | Ґейл Саймон, Рой Томас, Люк Ліберман, Ерік Тротманн, Майкл Евон Омінґ | Серґіо Фернандез Девіла, Пабло Марко, Дейв Акоста, Такі Сома, Ноа Салонґа      | |
| Swords of Sorrow (2015) #1-6                                  | Dynamite Entertainment |                                                                       |                                                                                | - Swords of Sorrow |
| Swords of Sorrow: Red Sonja/Jungle Girl (2015) #1-3           | Dynamite Entertainment |                                                                       |                                                                                | - Swords of Sorrow: Red Sonja/Jungle Girl |
| Legenderry: A Steampunk Adventure #1-7                        | Dynamite Entertainment | Білл Віллінгем                                                        | Серґіо Фернандез Девіла                                                        | - Legenderry: A Steampunk Adventure |
| Legenderry Red Sonja (2015) #1-5                              | Dynamite Entertainment | Марк Андрейко                                                         | Анеке                                                                          | - Legenderry Red Sonja: A Steampunk Adventure Vol. 1 |
| Red Sonja: 1973 (2015)                                        | Dynamite Entertainment | Каллен Банн, Ерік Тротманн, Рой Томас, Люк Ліберман, Ґейл Саймон      | Дейв Акоста, Річ Баклер                                                        | |
| Altered States: Red Sonja (2015)                              | Dynamite Entertainment | Брендон Джерва                                                        | Хуанан Рамірез                                                                 | |
| Pathfinder: Worldscape (2016) #1-6                            | Dynamite Entertainment | Ерік Мона                                                             | Джонатан Ло                                                                    | - Pathfinder: Worldscape Volume 1 |
| Red Sonja (Vol. 3) (2016) #1-6                                | Dynamite Entertainment | Маргарита Беннетт                                                     | Анеке                                                                          | - Red Sonja: The Falcon Throne |
| Red Sonja (Vol. 4) (2016) #0-25                               | Dynamite Entertainment | Емі Чу                                                                | Карлос Ґомез                                                                   | - Red Sonja: Worlds Away Volume 1 - Red Sonja: Worlds Away Volume 2 - Red Sonja: Worlds Away Volume 3 - Red Sonja: Worlds Away Volume 4 - Red Sonja: Worlds Away Volume 5 |
| Pathfinder: Worldscape: Red Sonja (2017)                      | Dynamite Entertainment | Ерік Мона                                                             | Том Мендрейк, Метт Ґодіо                                                       | - Pathfinder: Worldscape Volume 2 |
| Red Sonja: The Long Walk to Oblivion (2017)                   | Dynamite Entertainment | Емі Чу, Ерік Бернгам                                                  | Карлос Ґомез, Том Мендрейк                                                     | - Red Sonja: Worlds Away Volume 2 |
| Red Sonja: Holiday Special (2018)                             | Dynamite Entertainment | Емі Чу, Рой Томас                                                     | Рікардо Джеймі, Френк Торн                                                     | |
| Legenderry Red Sonja (Том 2) (2018) #1-5                      | Dynamite Entertainment | Марк Андрейко                                                         | Ігор Ліма                                                                      | - Legenderry Red Sonja: A Steampunk Adventure Vol. 2 |
| Red Sonja/Tarzan (2018) #1-6                                  | Dynamite Entertainment | Ґейл Саймон                                                           | Волтер Джовані                                                                 | - Red Sonja/Tarzan |
| Red Sonja: Halloween Special (2018)                           | Dynamite Entertainment |                                                                       |                                                                                | |
| Red Sonja: The Ballad of the Red Goddess (2018)               | Dynamite Entertainment | Рой Томас                                                             | Естебан Марото, Санті Касас                                                    | |
| Red Sonja and Vampirella meet Betty and Veronica (2019) #1-12 | Dynamite Entertainment | Емі Чу                                                                | Марія Санапо                                                                   | - Red Sonja and Vampirella Meet Betty and Veronica Vol. 1 - Red Sonja and Vampirella Meet Betty and Veronica Vol. 2 |
| Red Sonja (Том 5) (2019-2022) #1-28                           | Dynamite Entertainment | Марк Расселл, Люк Ліберман                                            | Боб Квінн, Алессандро Міраколо, Дрю Мосс                                       | - Red Sonja Vol. 1: Scorched Earth - Red Sonja Vol. 2: The Queen's Gambit - Red Sonja Vol. 3: Children's Crusade - Red Sonja Vol. 4: Angel of Death |
| Red Sonja: Lord of Fools (2019)                               | Dynamite Entertainment | Марк Расселл                                                          | Боб К'ю, Кейті О'Мара                                                          | |
| Vampirella/Red Sonja (2019) #1-12                             | Dynamite Entertainment | Джорді Беллейр                                                        | Дрю Мосс                                                                       | - Vampirella/Red Sonja Vol.1: These Dark Synchronicities - Vampirella/Red Sonja Vol.2 |
| Red Sonja: Birth of the She-Devil (2019) #1-4                 | Dynamite Entertainment | Люк Ліберман                                                          | Серґіо Фернандез Девіла                                                        | - Red Sonja: Birth of the She-Devil |
| Savage Tales: Red Sonja Halloween Special (2019)              | Dynamite Entertainment | Марк Расселл                                                          | Джейкоб Едґар                                                                  | |
| Red Sonja: Age of Chaos (2020) #1-6                           | Dynamite Entertainment | Ерік Бернгам                                                          | Джонатан Ло                                                                    | - Red Sonja: Age of Chaos |
| Killing Red Sonja (2020) #1-5                                 | Dynamite Entertainment | Марк Расселл, Брайс Інґман                                            | Крейґ Руссо                                                                    | - Killing Red Sonja |
| Mars Attacks: Red Sonja (2020) #1-5                           | Dynamite Entertainment | Джон Леймен                                                           | Френ Струкан                                                                   | - Mars Attacks: Red Sonja |
| Red Sonja: The Price of Blood (2020) #1-4                     | Dynamite Entertainment | Люк Ліберман                                                          | Волтер Джовані                                                                 | - Red Sonja: The Price of Blood |
| Red Sonja: The Super Powers (2021) #1-5                       | Dynamite Entertainment | Ден Абнетт                                                            | Джонатан Ло                                                                    | - Red Sonja: The Super Powers |
| Red Sonja 1982 (2021)                                         | Dynamite Entertainment | Емі Чу                                                                | Ерік Блейк                                                                     | |
| Red Sonja: Valentine's Special (2021)                         | Dynamite Entertainment | Білл Віллінгем                                                        | Джузеппе Кафаро                                                                | |
| Red Sonja (Vol. 6) (2021) #1-12                               | Dynamite Entertainment | Мірка Андольфо                                                        | Джузеппе Кафаро                                                                | |
| Red Sonja: 2021 Holiday Special                               | Dynamite Entertainment | Мірка Андольфо, Лука Бленджіно                                        | Зулема Лавіна                                                                  | |
| Sonjaversal (2021) #1-10                                      | Dynamite Entertainment | Крістофер Гастінґс                                                    | Паскаль Квалано                                                                | - Sonjaversal Vol.1 |
| The Invincible Red Sonja (2021) #1-10                         | Dynamite Entertainment | Джиммі Палміотті, Аманда Коннер                                       | Морітет                                                                        | |
| Red Sonja: Black, White, Red (2021) #1-8                      | Dynamite Entertainment |                                                                       |                                                                                | - Red Sonja: Black, White, Red Vol. 1 |
| Red Sonja: Valentine's Day Special (2022)                     | Dynamite Entertainment | Чак Браун                                                             | Лі Ферґюсон                                                                    | |
| Red Sonja Fairy Tales (2022)                                  | Dynamite Entertainment | Джордан Кларк                                                         | Андрес Лабрада                                                                 | |
| Immortal Red Sonja (2022) #1-                                 | Dynamite Entertainment | Ден Абнетт                                                            | Алессандро Міраколо, Алессандро Ренельді                                       | |
| Unbreakable Red Sonja (2022) #1-                              | Dynamite Entertainment | Джим Зуб                                                              | Джіованні Валлетта                                                             | |
| Vampirella vs Red Sonja (2022) #1-                            | Dynamite Entertainment | Ден Абнетт                                                            | Алессандро Ренельді                                                            | |

### Спінофи
| Комікс                   | Видавництво            | Сценарист          | Художник        |
| ------------------------ | ---------------------- | ------------------ | --------------- |
| Hell Sonja (2022) #1-6   | Dynamite Entertainment | Крістофер Гастінґс | Паскаль Квалано |
| Samurai Sonja (2022) #1- | Dynamite Entertainment | Джордан Кларк      | Паскаль Квалано |
| Red Sitha (2022) #1-4    | Dynamite Entertainment | Мірка Андольфо     | Валентина Пінті |

## Нагороди
1973: Премія Академії мистецтв коміксів за найкращу індивідуальну історію (у жанрі драма) — «Пісня Рудої Соні» (англ. «The Song of Red Sonja»), написана Роєм Томасом, намальована олівцем, тушшю і розфарбована Баррі Смітом. 
Вперше історія з'явилася в коміксі «Конан-варвар» №24 (англ. «Conan the Barbarian») за березень 1972 року, в якому дві панелі були відцензуровані Джоном Ромітою-старшим. Історія без цензури була передрукована в «Marvel Treasury Edition», том 1, №15, 1977 рік, де вона була перемальована Ґлинісом Вейном, а ілюстрації були злегка обрізані, щоб відповідати формату сторінки.